# Saint-Pé-d'Ardet
Saint-Pé-d'Ardet è un comune francese di 131 abitanti situato nel dipartimento dell'Alta Garonna nella regione dell'Occitania.

## Società

### Evoluzione demografica
Abitanti censiti